# براين غرانت (كرة سلة)
براين غرانت (بالإنجليزية: Brian Grant)‏ مواليد 5 مارس 1972 في كولومبوس، هو لاعب كرة سلة أمريكي سابق بدأ مسيرته الاحترافية في سنة 1994. تم اختياره من قبل فريق سكرامنتو كينغز خلال الدرافت. يبلغ طوله 6 قدم 9 بوصة (2.1 م). اعتزل اللعب في 2006. أحرز خلال مسيرته في الإن بي إيه 7933 نقطة بمعدل 10.5 نقاط في المباراة الواحدة.

## المسيرة الاحترافية
لعب مع سكرامنتو كينغز من سنة 1994 إلى 1997، ثم لعب مع بورتلاند ترايل بلايزرز من سنة 1997 إلى 2000، ثم لعب مع ميامي هيت من سنة 2000 إلى 2004، ثم لعب مع لوس أنجلوس ليكرز في موسم 2004–2005، ثم لعب مع فينيكس صنز في موسم 2005–2006.

## روابط خارجية
- براين غرانت على موقع إن بي أي (الإنجليزية)
- براين غرانت على موقع سبورتس رفرنس (الإنجليزية)
- براين غرانت على موقع كرة السلة الأوروبية.كوم (الإنجليزية)
- براين غرانت على موقع كلية كرة السلة في سبورتس رفرنس.كوم (الإنجليزية)
- براين غرانت على موقع ريلجم (الإنجليزية)
- براين غرانت على موقع بروبوليرز (الإنجليزية)